# Halls (Tennessee)
Pour les articles homonymes, voir Halls (homonymie).
Halls est une municipalité américaine située dans le comté de Lauderdale au Tennessee.
Selon le recensement de 2010, Halls compte 2 255 habitants. La municipalité s'étend sur 3,67 milles carrés (9,51 km2).
Halls, parfois orthographiée Hall's, porte le nom de la famille Hall, probablement en l'honneur du postier Hansford Hall ou du maire Tolbert Hall. Elle devient une municipalité en 1884.
Elle accueille depuis 1997 un musée des vétérans sur l'ancienne base aérienne de Dyersburg.